# Distretto di Celendín
Il distretto di Celendín è uno dei dodici distretti  della provincia di Celendín, in Perù. Si trova nella regione di Cajamarca e si estende su una superficie di 409 chilometri quadrati.

Ha per capitale la città di Celendín e contava 22.476 abitanti al censimento 2005.